# 터프 공
터프 공(Tuff Gong)은 밥 말리와 말리 가족이 시작한 많은 사업과 연관된 브랜드 이름이다. '터프 공'은 말리의 별명으로, 라스타파리 운동의 창시자인 레오나르드 하웰에게 주어진 것의 반향이었다.